# Tetragnatha subclavigera
Tetragnatha subclavigera este o specie de păianjeni din genul Tetragnatha, familia Tetragnathidae, descrisă de Strand, 1907.
Este endemică în Congo. Conform Catalogue of Life specia Tetragnatha subclavigera nu are subspecii cunoscute.